# Matthiola fruticulosa
Matthiola fruticulosa là một loài thực vật có hoa trong họ Cải. Loài này được (L.) Maire mô tả khoa học đầu tiên năm 1932.